# Ноэль, Энтони, 6-й граф Гейнсборо
Энтони Баптист Ноэль, 6-й граф Гейнсборо (англ. Anthony Baptist Noel, 6th Earl of Gainsborough; род. 17 января 1950 года) — британский пэр, носивший титул учтивости — виконт Кэмпден с 1950 по 2009 год.

## Ранняя жизнь
Лорд Гейнсборо родился 17 января 1950 года. Старший сын Энтони Ноэля, 5-го графа Гейнсборо (1923—2009), и Мэри Мэри Стоуртон (1925—2018). Среди его братьев и сестёр леди Джулиана (которая вышла замуж за Эдварда Фулджема, 5-го графа Ливерпуля).
Его дед по материнской линии — майор достопочтенный Джон Джозеф Стоуртон (1899—1992), сын Чарльза Стоуртона, 24-го барона Моубрея. Его бабушкой и дедушкой по отцовской линии были Артур Ноэль, 4-й граф Гейнсборо (1884—1927), и Элис Мэри Эйр. Его дядя, Джерард Эйр Ризли Ноэль (1926—2016), был бывшим редактором «Католического вестника».
Он получил образование в Амплфорт-колледже в Северном Йоркшире, а затем поступил в Королевский сельскохозяйственный университет в Сайренсестере, Глостершир.

## Карьера
После смерти своего отца в 2009 году он стал 6-м графом Гейнсборо и унаследовал Экстон-холл на западной окраине деревни Экстон, Ратленд. Его отец был крупнейшим землевладельцем в Ратленде и боролся за предотвращение его поглощения соседним Лестерширом, и в конечном итоге был оправдан, когда поглощение 1974 года было отменено с возвращением Совета графства Ратленд в 1997 году.

## Личная жизнь
23 мая 1972 года Энтони оэль женился на Саре Роуз Уиннингтон (род. 29 апреля 1951), которая позже стала фрейлиной Дианы, принцессы Уэльской. Сестра сэра Энтони Уиннингтона, 7-го баронета (род. 1948), Сара — старшая дочь полковника Томаса Фоули Черчилль Уиннингтона (1910—1999), второго сын Фрэнсиса Салуэя Уиннингтона (1881—1913), и Бланш Эммы Касберд-Ботелер (? — 1968). Её прадедами были сэр Фрэнсис Уиннингтон, 5-й баронет (1849—1931), и Джейн Спенсер-Черчилль (? — 1940), старшая дочь подполковника лорда Альфреда Спенсера-Черчилля, второго сына Джорджа Спенсера-Черчилля, 6-го герцога Мальборо. У супругов родился один сын:
- Генри «Гарри» Роберт Энтони Ноэль, виконт Кэмпден (род. 1 июля 1977), который женился на Заре ван Катсем (род. 1978), дочери Джеффри Нила ван Катсема и бывшей Салли Маккоркодейл. У них трое детей:
  - Достопочтенный Эдвард Ноэль (род. 30 апреля 2007)
  - Достопочтенная Вайолет Рут Ноэль (род. 12 ноября 2009)
  - Достопочтенный Уильям Генри Ноэль (род. 3 сентября 2015)[5].

В 2003 году будущий граф Гейнсборо жил в Эрлс-Корте в Лондоне.